# Dhlodhlo
Dhlodhlo, älterer Name Danangombe, ist der jüngste der großen steinernen Ruinenkomplexe in Simbabwe. Es liegt 75 Kilometer östlich von Bulawayo etwa auf halbem Wege nach Gweru. 
Gegründet wurde Danangobe in der Torwa-Dynastie, einem der beiden Staaten, in denen sich nach der Aufgabe von Groß-Simbabwe (auch Imbahuru genannt) die Macht der Rozvi konzentrierte. Die Ruinen werden strittig auf das 17. oder 18. Jahrhundert datiert.
1650 übernahm die Changamire-Dynastie (Rozwi-Stamm) die Macht im Torwareich und damit auch Dhlodhlo. Für die Changamire war Dhlodhlo einer ihrer wichtigsten Orte. Zu seiner Sicherung stellten sie Kanonen portugiesischer Herkunft auf. Die Steingebäude bauten sie bis ins 18. Jahrhundert hinein weiter aus. Das Mauerwerk mit seiner teilweise ornamentalen Steinanordnung stellt eine Weiterentwicklung desjenigen der älteren Fundstätten dar. Zusammen mit einheimischer Keramik, die weiterhin in der Torwa-Tradition stand, wurden auch Objekte niederländischer Herkunft wie eine Ginflasche aus dem frühen 18. Jahrhundert gefunden.
Dhlodhlo blieb Zentrum des Changamirereiches, bis dieses in den 1830er Jahren unter dem Ansturm der Mfekane zerbrach und das Land 1834–1837 von den Ndebele unterworfen wurde. 